# Nicolaus Regnérus
Nicolaus Hemmingi Regnérus, född i Regna församling, Östergötlands län, död 19 maj 1670 i Tåby församling, Östergötlands län, var en svensk präst.

## Biografi
Nicolaus Regnérus föddes i Regna församling. Han var son till kyrkoherden i Regna församling. Regnérus prästvigdes som gymnasist 29 september 1652 och blev 1663 kyrkoherde i Tåby församling. Han avled 1670 i Tåby församling.

### Familj
Regnérus gifte sig 1664 med Christina Toberus. Hon var dotter till kyrkoherden Marcus Erici Toberus och Christina Ericsdotter. De fick tillsammans barnen Helena Regnérus (född 1665), Nicolaus Regnérus (1667–1669) och Johannes Regnérus (född 1669).